# José Garfias
José Antonio "Joss" Garfias Martínez Lavín (San Luis Potosí, 25 oktober 2004) is een Mexicaans autocoureur.

## Carrière

### Formule 4
Garfias maakte zijn autosportdebuut in het formuleracing in 2019 in het laatste raceweekend van het Formule 4-kampioenschap van de NACAM op het Autódromo Hermanos Rodríguez voor het team Telcel RPL Racing. In het seizoen 2019-2020 nam hij deel aan het volledige seizoen van de klasse. Hij behaalde drie overwinningen op het Autódromo Miguel E. Abed, het Autódromo Emerson Fittipaldi en het Autódromo Monterrey. Daarnaast stond hij nog viermaal op het podium. Met 238 punten werd hij achter Noel León, Nico Christodoulou en Andrés Pérez de Lara vierde in de eindstand.

### GB3
In 2021 verhuisde Garfias naar Europa om deel te nemen aan het GB3 Championship - tot augustus bekend als de BRDC Britse Formule 3 - bij het team Elite Motorsport. In de eerste vijf raceweekenden was een vijfde plaats op Silverstone zijn beste race-uitslag. Voorafgaand aan het zesde weekend, opnieuw op Silverstone, vertrok hij uit de klasse. Met 117 punten werd hij zeventiende in de eindstand.

### Formule Regional

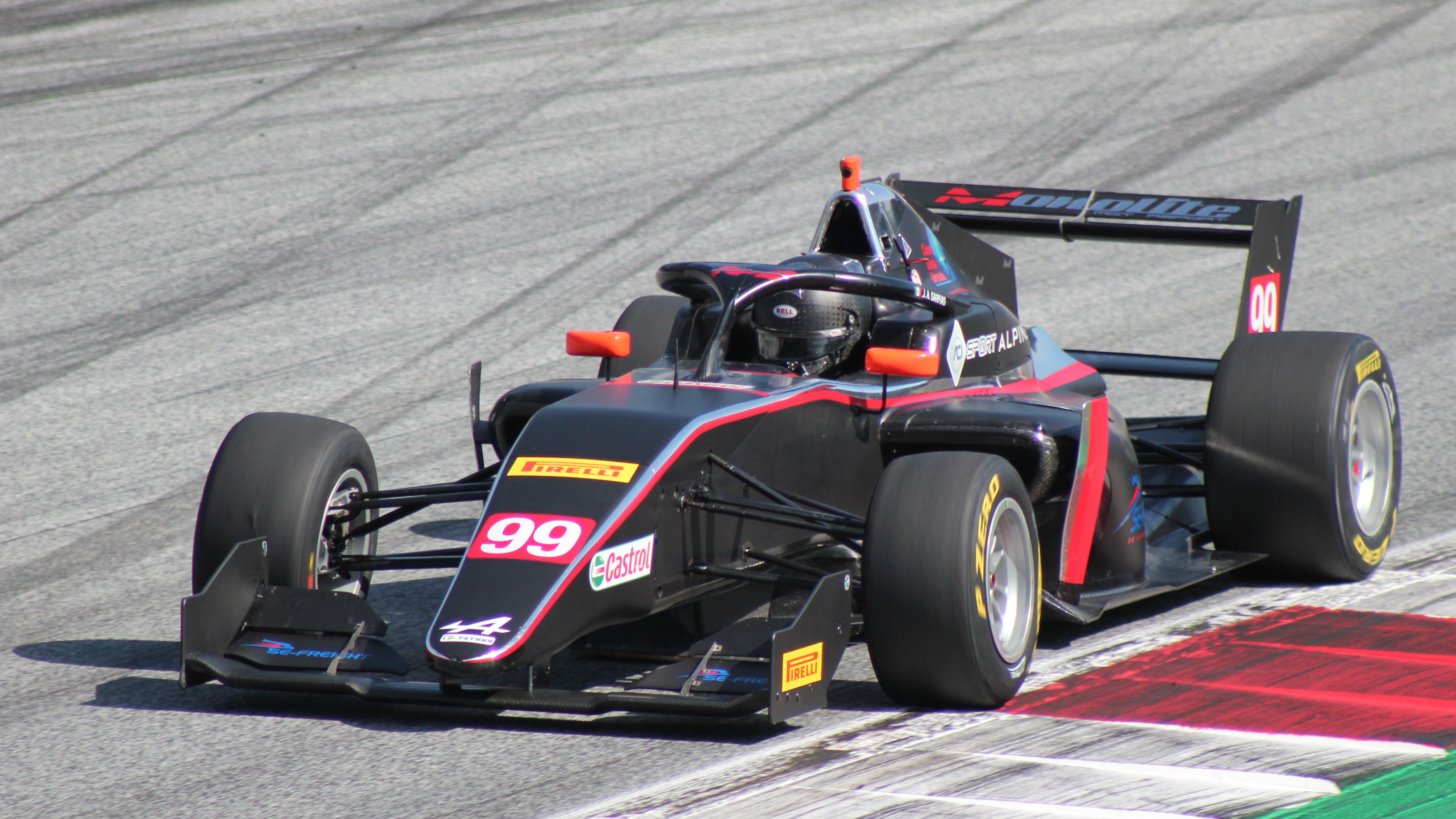
José Garfias op de Red Bull Ring in 2021.

Eind 2021 maakte Garfias zijn debuut in het Formula Regional European Championship voor Monolite Racing, waar hij aan drie raceweekenden deelnam. Twee twintigste plaatsen op de Red Bull Ring en het Circuit Mugello waren zijn beste resultaten, waardoor hij puntloos op plaats 36 in het klassement eindigde.
Nadat hij in 2022 vanwege een gebrek aan sponsorgeld tijdelijk niet racete, maakte Garfias in 2023 zijn debuut in de nieuwe Eurocup-3 bij het tea MP Motorsport. In het tweede raceweekend op het Motorland Aragón behaalde hij zijn eerste podiumplaats. Later in het jaar stond hij ook op het Autódromo do Estoril, het Circuit Ricardo Tormo Valencia (tweemaal) en het Circuit de Barcelona-Catalunya op het podium. Met 160 punten eindigde hij achter Esteban Masson, Mari Boya en Sebastian Øgaard als vierde in de eindstand.
In 2024 begon Garfias het jaar in het Formula Regional Middle East Championship, waar hij in de laatste drie raceweekenden voor Saintéloc Racing reed. Met twee veertiende plaatsen op het Dubai Autodrome en het Yas Marina Circuit als beste race-uitslagen eindigde hij puntloos op plaats 27 in het klassement. Vervolgens keerde hij terug naar de Eurocup-3, waarin hij eveneens voor Saintéloc reed. Gedurende het jaar was een vierde plaats op het Circuit Paul Ricard zijn beste resultaat. Met twee raceweekenden te gaan verliet hij het team en het kampioenschap, waardoor hij met 52 punten tiende in de eindstand werd.

### Euroformula Open
Eind 2024 stapte Garfias over naar de Euroformula Open, waarin hij voor het Team Motopark deelnam aan de laatste drie raceweekenden van het seizoen. Hij behaalde twee podiumplaatsen op zowel Barcelona als het Autodromo Nazionale Monza, waardoor hij met 99 punten zevende in het klassement werd.
In 2025 reed Garfias een volledig seizoen in de Euroformula Open voor Motopark, waarin hij op het Circuit de Spa-Francorchamps zijn eerste podiumplaats van het jaar behaalde.

### Formule 3
In 2025 maakte Garfias zijn debuut in het FIA Formule 3-kampioenschap in het vijfde raceweekend in Barcelona bij het team AIX Racing als vervanger van de geblesseerde James Hedley.